# たまえのスーパーはらわた
『たまえのスーパーはらわた』は、吉本興業企画の中編青春コメディ映画。監督は上田慎一郎。2018年4月、第10回沖縄国際映画祭に出品されたのち、同年10月20日より劇場公開。劇場公開時の同時上映作品は『耳かきランデブー』（監督：ふくだみゆき）。
2019年8月28日発売のDVD『上田慎一郎ショートムービーコレクション』に収録。

## 概要
吉本興業が2011年から制作している各地を舞台とした「地域発信型映画」の1つ。本作は埼玉県さいたま市、さいたま商工会議所、さいたま観光国際協会などの協力を得て制作され、舞台となったさいたま市の魅力をアピールする内容となっている。
映像作品を制作することを取り扱った作品であることから、本作と同じ上田慎一郎監督の映画作品になぞらえて「女子高生版『カメラを止めるな!』」との呼び声もある。また、上田自身も、過去の短編映画『テイク8』とも合わせて「"撮るひと"三部作？」と表現している。

### 製作
脚本は監督の上田が執筆。舞台となるさいたま市を実際に取材してから脚本の執筆に取り掛かり、現場を見てから脚本を書くという手法は初の体験だったという。さいたま市の3地域それぞれの特産品をうまく取り入れられないか悩んでいる上田自身と主人公とを重ねて脚本が書き起こされた。撮影は2018年1月28日から2月1日にかけて、大宮盆栽美術館をはじめとしたさいたま市内のみで行われた。3月29日に納品。監督・編集の上田は本作と同時期に、短編映画『正装戦士スーツレンジャー』、短編VR映画『ブルーサーマルVR-はじまりの空-』の撮影・編集にも携わっていた。
劇場公開の際には、初公開時から再度編集と整音が行われている。

### 公開
2018年4月20日「島ぜんぶでおーきな祭 第10回沖縄国際映画祭」で初公開された。同映画祭では、同じく「地域発信型映画」である『純朴な梨農家の青年に、トラックが襲いかかる』（鳥取県湯梨浜町が舞台、監督：森翔太）と『喜びの劇〜煙突のある島で〜』（岡山県岡山市が舞台、監督：山崎樹一郎）の2本と同時上映。
当初、映画祭終了後は夏にさいたま市内の一部映画館で特別上映が行われる予定だったが実際には行われず、ひかりTVの大阪チャンネルプレミアムパックの一作としてのネット配信と、同年8月8日に行われたイベント「上田慎一郎×ふくだみゆき 夫婦（めおと）監督傑作選」で上映されたのみだった。
本作の監督・上田慎一郎の『カメラを止めるな!』のヒットを受け、「女子高生版『カメラを止めるな!』」との呼び声もあったことから一般上映を期待する声が高まり、同年10月20日からの劇場公開が決定。イオンシネマを皮切りに全国順次公開予定とされ、「地域発信型映画」の全国上映は本作が初めて。本作と同じく「地域発信型映画」として2017年に製作された『耳かきランデブー』（群馬県前橋市が舞台）が同時上映される。なお、『耳かきランデブー』は上田の妻のふくだみゆきが脚本・監督を務め、上田自身も助監督として参加している。
埼玉県を舞台にしているためか、上映館は埼玉県内の映画館が多く、うち2館はさいたま市内の映画館だった。一方で、同時上映の『耳かきランデブー』の舞台である群馬県内の映画館での上映は行われなかった。
劇場公開終了後、2019年8月28日発売のDVD『上田慎一郎ショートムービーコレクション』の収録タイトルの1つとしてソフト化されることとなった。

## あらすじ
さいたま市浦和区に住む浦野玉恵（白石優愛）はホラー映画やスプラッター映画が大好きな映画監督志望の女子高生。市の観光課職員からさいたま市のPR映像制作の依頼を受け、最初は全く乗り気でなかった玉恵だったが、内容は何でもいいと言われたことから俄然やる気になり、血まみれの映像を撮ろうと画策する。しかし、制作の話し合いの場では、浦和のうなぎ、大宮の盆栽、岩槻の人形といったPRする特産品を巡り、3地域の担当者による大喧嘩に発展してしまう。

## 登場人物

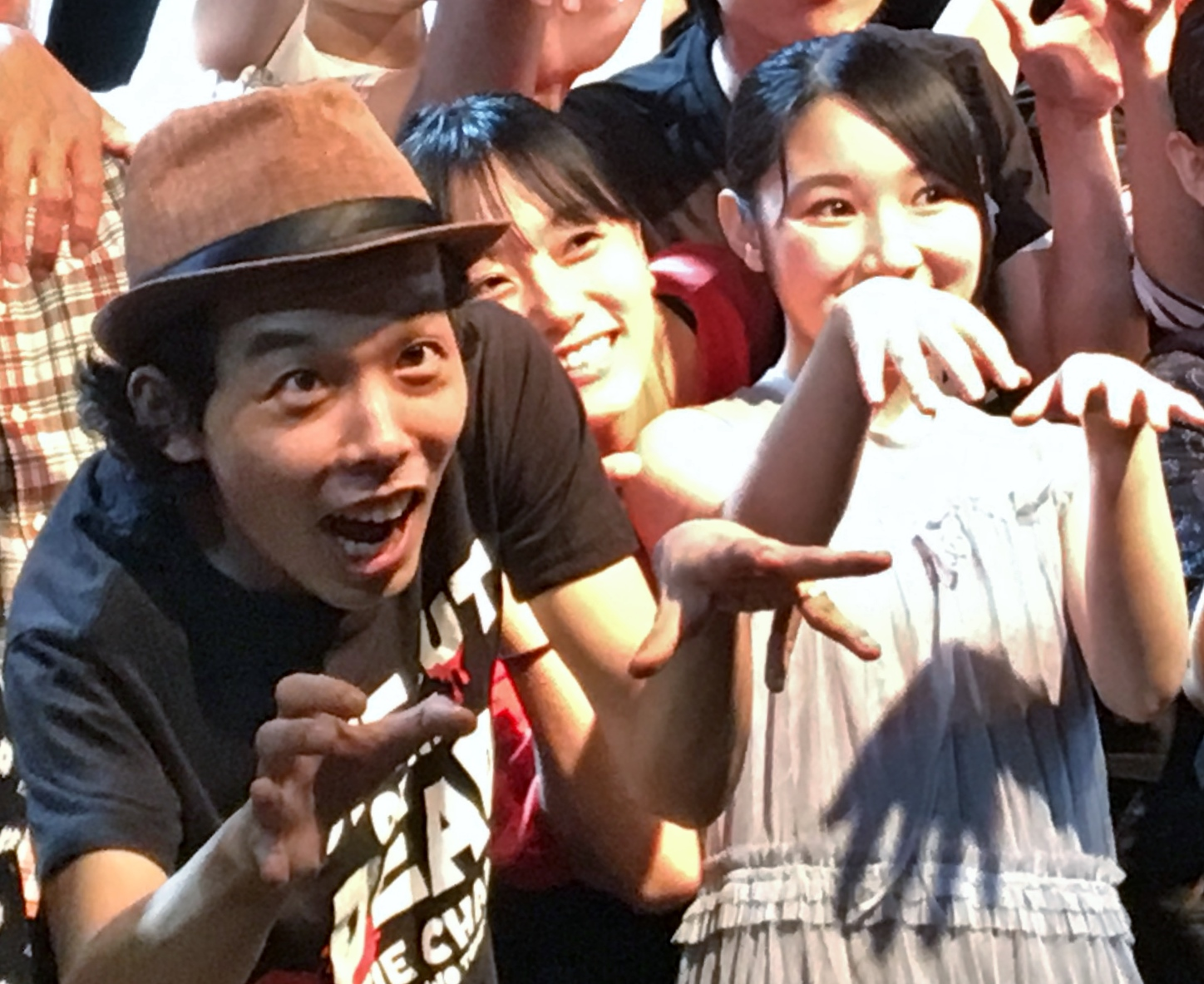
左から上田慎一郎（監督）、工藤綾乃、白石優愛

浦野 玉恵
演 - 白石優愛
ホラー映画やスプラッター映画が大好きな女子高生。映画監督志望で友人らを巻き込んで映像撮影を行うが、傍若無人な振る舞いを見せる。一方で市の映像コンテストで準グランプリを獲る程度には実力もある様子。
埼田 栞
演 - 工藤綾乃
玉恵の撮る作品が大好きな、玉恵の親友。大人しめの性格で、玉恵の作品の撮影係をよく任されている。しかし、玉恵の振る舞いには何か言いたい様子。
浦野 健二
演 - 西沢仁太
玉恵の父親で、うなぎ屋の店主。浦和地区の代表として、さいたま市のPR映像撮影の話し合いの場に参加する。うなぎのことになるとつい熱くなってしまう。
日暮 弘樹
演 - ほりかわひろき
さいたま市のPR映像撮影の監督補を務める映画監督。人情ものなどを撮る。あまり自分から発言はする性格ではない。
河野
演 - 斉藤慎二（ジャングルポケット）
さいたま市の観光課職員。玉恵にPR映像撮影の話を持ち掛ける。
小宮
演 - 太田博久（ジャングルポケット）
大宮地区の代表として、さいたま市のPR映像撮影の話し合いの場に参加する。眼鏡をかけたインテリ系。
岩田
演 - 池田一真（しずる、現：KAƵMA）
岩槻地区の代表として、さいたま市のPR映像撮影の話し合いの場に参加する。少々粗暴な振る舞いを見せる。
与野
演 - おたけ（ジャングルポケット）
浦野家のうなぎ屋の数少ない常連。
貞子
演 - 春川桃菜
玉恵の映像撮影の役者として付き合わされている同級生。
隆史
演 - 上妻成吾
玉恵の映像撮影の役者として付き合わされている同級生。本来は卓球部。
綾子
演 - 村田綾
河野に付き添っているさいたま市の観光課職員。
キャストの村田綾はさいたま市出身でさいたま観光大使を務める。しずるの池田一真も埼玉県（入間市）出身である。また、エキストラには、さいたま市民が参加している。

## スタッフ
- 監督・脚本・編集：上田慎一郎
- 制作プロデューサー：源田泰章（源田企画）
- プロデューサー：覚野公一[注 1]、磯辺友美
- エグゼクティブプロデューサー：水本章
- 製作総指揮：泉正隆
- 撮影・照明：曽根剛
  - 撮影助手：高橋基史
- 録音：古茂田耕吉
- 助監督：松本純弥
- 制作：吉田幸之助
- ヘアメイク：菅原美和子
- 衣装：萬行優
  - 衣装助手：太田翔子
- 車輌：関晃
- オープニングアニメ・ロゴデザイン：ふくだみゆき
- 主題歌：Creepy Nuts「助演男優賞」（Steel Street Co.）
- 制作：よしもとクリエイティブ・エージェンシー
  - 制作協力：源田企画株式会社
- 企画・製作：映画「たまえのスーパーはらわた」製作委員会
- 特別協賛：イオンリテール株式会社、イオンモール株式会社
- 後援：さいたま市

## 主なロケ地
- 埼玉県さいたま市[19]
  - 中村家
  - 雛の廣榮 矢作人形店
  - 大宮盆栽美術館
  - 武蔵浦和クーバーフットボールパーク
  - 浦和駅（うなこちゃん像）
  - 調公園
  - 武蔵浦和駅前デッキ